# Новогригорівка (Кропивницький район)
Новогриго́рівка — село в Україні, у Первозванівській сільській громаді Кропивницького району Кіровоградської області. Населення становить 42 осіб.

## Історія
Новогригóрівка (інші назви — Сухá Балка, Сухі Хутори) — село у середній течії Сухої балки, утворене громадами Новогеоргіївки та Новопокровського у 1920-х роках. Народна назва села «Суха Балка» виводиться від балки, де розміщене село, і є найуживанішою.
3 лютого 1920 року під час Зимового походу Південна (Запорізька) група Армії УНР зробила «великий привал» у Новогригорівці (Сухих Хуторах). Таким чином, у селі побували видатні військові та громадські діячі, серед яких командарм Омелянович-Павленко, Юрій Горліс-Горський (відомий письменник-мемуарист, автор документального роману «Холодний Яр»).
У 1920-х роках у Новогригорівці діяли дві 4-класні школи, де 4 навчителі навчали 113 учнів. За переписом 1926 року у Новогригорівці мешкали 560 мешканців, була 101 садиба (за іншими даними — 120 садиб).
Після початку комуністичної окупації кількість мешканців Новогригорівки почала зменшуватися. 1929 року утворене товариство спільного обробітку землі «Воля». Пізніше ТСОЗ перейменовано у колгосп «8 Березня». Внаслідок того, що у 1932-му комуністична влада забрала всі харчі у новогригорівчан, у 1933-му з голоду загинули десятки людей. Особливо сильно голод лютував у північному кутку Новогригорівки — Старій Буланівці. Внаслідок вимирання новогригорівчан не було кому обробляти колгоспну землю. Щоб якось поновити кількість населення у селі, у 1933—1934 роках до Новогригорівки прислали 30 сімей білорусів. Більшість білорусів, настрашені розповідями про голодомор, повернули до себе на Батьківщину.
Під час німецької окупації до Новогригорівки повернулася частина розкуркулених; збільшилося населення, побудовано до десятка нових хатин. Після II світової війни (1950 року) новогригорівський колгосп «8 Березня» приєднали до Гаївського колгоспу імені Жданова. З 1951 року до Новогригорівки переселяли українців із Західної України.
До 1970-х років закрили останню з двох школу, де одна вчителька навчала 20 учнів. До середини 1990-х закрили єдиний корпус Новогригорівської МТФерми.
Незважаючи на підселення людей, внаслідок розкуркулення, колективізації, голодоморів та інших комуністичних репресій кількість мешканців Новогригорівки зменшилася — до 32 осіб у 1995 році . У 2001 році 42 особи (95%-українці) мешкали у 20 хатах Новогригорівки; 13 хат пустували.
З 1990-х років дві вулиці села називаються «Садова» та «Колгоспна».

## Населення
Згідно з переписом УРСР 1989 року чисельність наявного населення села становила 43 особи, з яких 14 чоловіків та 29 жінок.
За переписом населення України 2001 року в селі мешкали 42 особи. 100 % населення вказало своєю рідною мовою українську мову.